# Acalypha papillosa
Acalypha papillosa é uma espécie de flor do gênero Acalypha, pertencente à família Euphorbiaceae.